# Paratropis tuxtlensis
Espèce
Paratropis tuxtlensis est une espèce d'araignées mygalomorphes de la famille des Paratropididae.

## Distribution

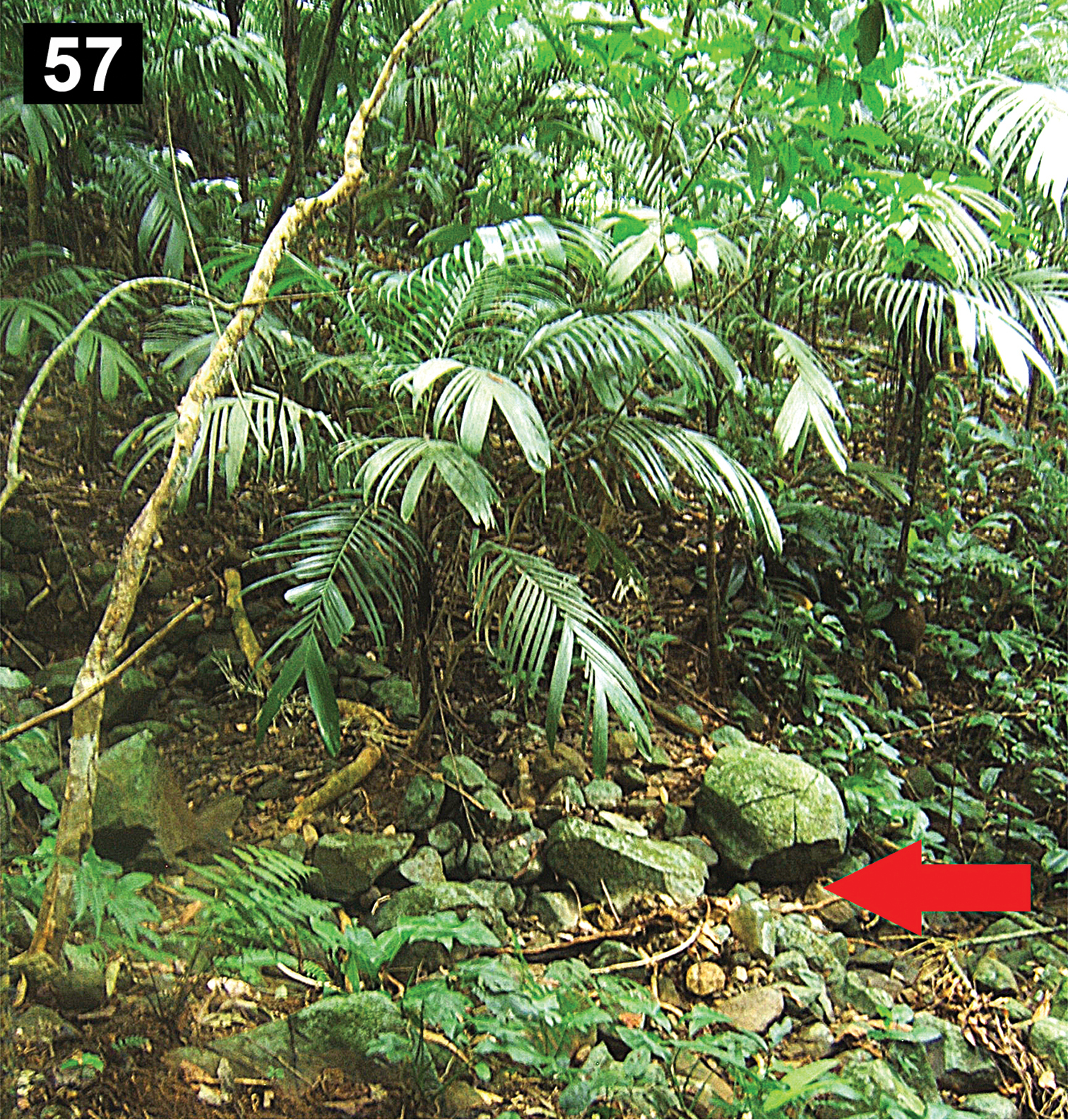
habitat

Cette espèce est endémique du Veracruz au Mexique,. Elle se rencontre vers San Andrés Tuxtla.

## Habitat
Cette espèce se rencontre dans la forêt tropicale humide.

## Description

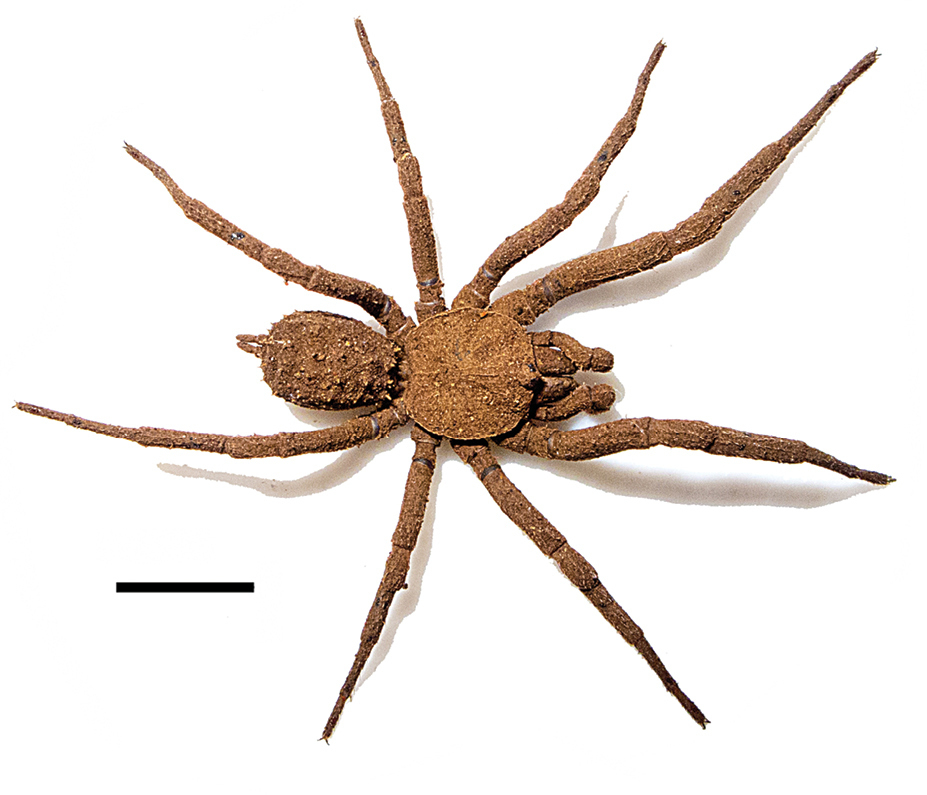
Paratropis tuxtlensis ♂

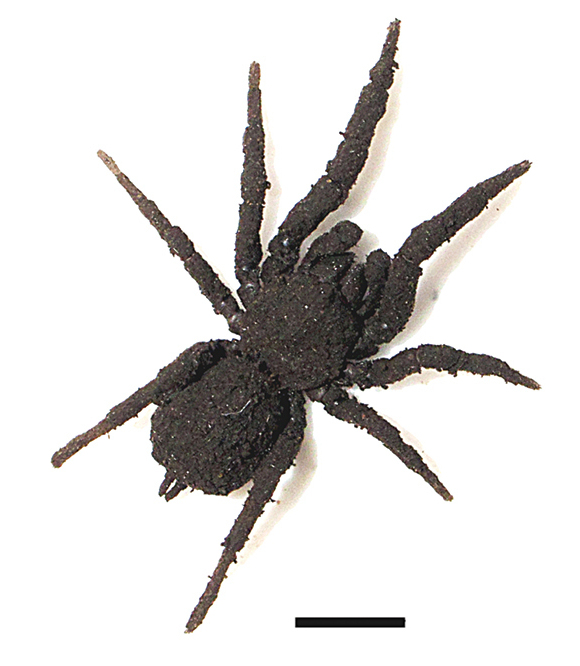
Paratropis tuxtlensis ♀

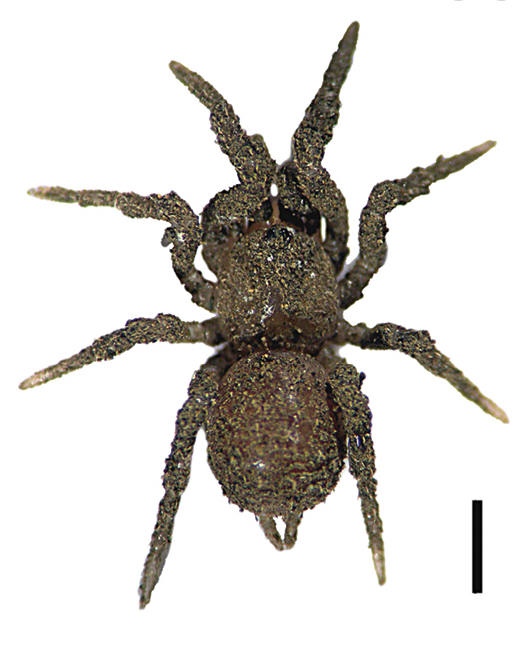
Paratropis tuxtlensis immature

Le mâle holotype mesure 8,20 mm et la femelle paratype 12,90 mm

## Systématique et taxinomie
Cette espèce a été décrite par Valdez-Mondragón, Mendoza et Francke en 2014.

## Étymologie
Son nom d'espèce, composé de tuxtl[a] et du suffixe latin -ensis, « qui vit dans, qui habite », lui a été donné en référence au lieu de sa découverte, San Andrés Tuxtla.

## Publication originale
- Valdez-Mondragón, Mendoza & Francke, 2014 : « First record of the mygalomorph spider family Paratropididae (Arachnida, Araneae) in North America with the description of a new species of Paratropis Simon from Mexico, and with new ultramorphological data for the family. » ZooKeys, vol. 416, p. 1-21 (texte intégral).